# نادیا بارنتین
نادیا بارنتین (فرانسوی: Nadia Barentin‎; ۱۷ اکتبر ۱۹۳۶ – ۲۲ مارس ۲۰۱۱) هنرپیشه اهل فرانسه بود.
از فیلم‌ها یا برنامه‌های تلویزیونی که وی در آنها نقش داشته‌است می‌توان به قهرمان خودساخته، بچه‌های پاریس، نور و کنار آمدن با مردگان اشاره کرد.